# Kristalna lobanja
Kristálne lobánje predstavljajo več modelov človeških lobanj, izdelanih iz klad čiste ali motne kremenove skale, za katere so njihovi domnevni najditelji trdili, da so predkolumbovski mezoameriški artefakti. Večina sodobnih strokovnjakov meni, da so lobanje izdelane v 19. stoletju ali kasneje v Evropi. Nobenemu primerku, ki je bil na voljo znanstvenim raziskavam, niso dokazali pristnosti za predkolumbovski čas. Navkljub nekaterim trditvam, predstavljenim v različnih popularnih delih, legende o kristalnih lobanjah s skrivnostnimi močmi ne nastopajo v mitologijah pristnih mezoameriških kultur ali kultur ameriških staroselcev.
Za lobanje velikokrat nekateri člani gibanja new age trdijo, da kažejo paranormalne pojave, zato so jih tako velikokrat tudi prikazali v fantazijski književnosti. Morda najbolj znan takšen prikaz je v filmu Indiana Jones in kraljestvo kristalne lobanje, četrtem delu o izmišljenem arheologu Indiani Jonesu in drugod znotraj te franšize. Kristalne lobanje so bile večkrat priljubljeni memi in so se pojavile v številnih znanstvenofantastičnih televizijskih nadaljevankah, romanih in računalniških igrah.

## Zbirke kristalnih lobanj
Sodobni raziskovalci razlikujejo manjše lobanje, ki so se prvič pojavile v sredini 19. stoletja, in večje lobanje (približno v naravnih velikostih), ki so se pojavile ob koncu tega stoletja. Manjše kristalne lobanje so morda res mezoameriški biseri, ki so jih izklesali v sodobnem času v lobanjaste oblike. Lahko predstavljajo celo pristno mehiško katoliško kulturno prakso, saj je vsaj en najden primerek povezan z razpelom, in odseva simboliko Golgote, »kraja lobanje«. Pozornost pa so v zadnjem času pritegnile večje kristalne lobanje, in raziskovalci verjamejo, da so bile izdelane kot ponaredki v Evropi.
Trgovanje z lažnimi predkolumbovskimi artefakti, ki se razvilo v poznem 19. stoletju do takšne mere, da je leta 1886 arheolog Smithsonove ustanove William Henry Holmes za revijo Science napisal članek z naslovom »Trgovina z lažnimi mehiškimi antičnimi umetninami« (»The Trade in Spurious Mexican Antiquities«). Čeprav so muzeji pridobili lobanje že prej, je leta 1870 trgovec z antičnimi umetninami Eugène Boban odprl svojo trgovino v Parizu. Boban je najbolj povezan z muzejskimi zbirkami kristalnih lobanj iz 19. stoletja. Večino Bobanove zbirke, ki vsebuje tri kristalne lobanje, so prodali etnografu Alphonseu Pinartu, ki je podaril zbirko Muzeju Trocadéro, kasnejšemu Muzeju človeka (Musée de l'Homme).

## Raziskave izvorov kristalnih lobanj
Za mnogo kristalnih lobanj trdijo, da so predkolumbovske, in po navadi jih pripisujejo azteški ali majevski civilizaciji. V mezoameriški umetnosti so pojavlja veliko lobanj, vendar nimajo podobnih slogovnih elementov kot kristalne lobanje, in nobena takšna v muzejih ne izhaja iz dokumentiranih izkopavanj. Raziskave, ki so jih izvedli na več kristalnih lobanjah v Britanskem muzeju leta 1996, ter ponovno leta 2004, so pokazale, da so bile nazobčane poteze, ki predstavljajo zobe (te lobanje z razliko od lobanje Mitchell-Hedgesove nimajo ločene čeljustnice), izrezljane s pomočjo draguljarske opreme (vrtilna orodja), razvite v 19. stoletju, kar je vrglo na predkolumbovski izvor še večji dvom. Ena iz kristala slabe kakovosti je brazilska, druga pa z azteškega ali majevskega področja. Z raziskavo so zaključili, da so lobanje izdelali v 19. stoletju v Nemčiji.
Ugotovili so, da je obe lobanji iz Britanskega muzeja in pariškega Muzeja človeka prodal Boban, ki je med letoma 1860 in 1880 deloval v Mexico Cityju.  Kristalno lobanjo so v Britanskem muzeju dobili prek newyorškega Tiffanyja, kristalno lobanjo v Muzeju človeka pa je podaril Alphonse Pinart, etnograf, ki jo je kupil od Bobana.
Smithsonova ustanova je leta 1992 opravila preiskavo o kristalni lobanji, ki jo je priskrbel neimenovani vir. Ta je trdil, da jo je kupil v Mexico Cityju leta 1960, in da je bila azteškega izvora. Tudi za to se je izkazalo, da so jo izdelali nedavno. Po Smithsonovi ustanovi je Boban pridobil kristalne lobanje prek nemških virov, kar se ujema z dognanji Britanskega muzeja.
Podrobno študijo kristalnih lobanj iz Britanskega muzeja in Smithsonove ustanove je maja 2008 sprejel v objavo Journal of Archaeological Science. S pomočjo elektronske mikroskopije in rentgenske kristalografije je skupina britanskih in ameriških raziskovalcev ugotovila, da so lobanjo iz Britanskega muzeja obdelovali z različnimi abrazivnimi sredstvi, kot sta korund in diamant, ter oblikovali s pomočjo orodja z vrtljivim diskom, izdelanim iz primerne kovine. Smitshonov primerek so obdelovali z različnimi abrazivi, s silicij-ogljikovo zmesjo karborundom, ki je umetna snov, izdelana s pomočjo sodobnih industrijskih postopkov. Ker ustvarjenje karborunda izhaja iz 1890-tih in ker je bil širše razpoložljiv v 20. stoletju, so raziskovalci zaključili, da je bila lobanja izdelana v 1950-ih ali kasneje.